# 元渕江公園
元渕江公園（もとふちえこうえん）は、足立区保木間にある区立公園（近隣公園）である。

## 概要
1969年に開園した公園で、園内は広場のほか、釣りのできる池などがあり、近隣住民などに利用されている。また園内は春先になると桜の他に足立区の花であるチューリップが多く咲く。また園内には「足立区生物園」という昆虫や両生類、魚類や哺乳類など様々な生物に触れられる施設（有料）があり、多くの人が訪れる。
また毎年12月になると竹ノ塚駅から当公園までの並木道や園内の樹木が電灯でイルミネーションされる「光の祭典」というイベントが行われており、冬の風物詩にもなっている。

## 歴史
- 1969年6月10日 - 開園
- 1993年10月1日 - 園内に足立区生物園が開館

## 主な施設
広場や遊具、釣りができる池のほか、足立区生物園が存在する。

### 足立区生物園

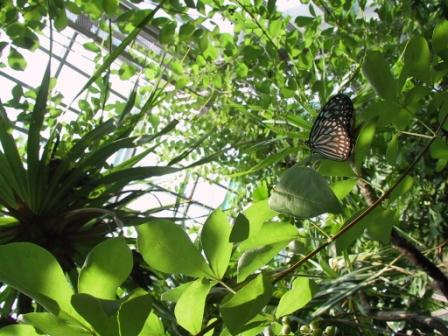
足立区生物園の温室

足立区生物園（あだちくせいぶつえん）は、園内にある区営の生物園で、昆虫や哺乳類など様々な生物に身近に触れられるようになっている。生物園内には、庭園や飼育室、温室、オーストラリアドームなど様々な施設がある。様々な生物に直接触れることもでき、子どもが生命や自然環境の大切さを学べる貴重な施設になっている。
- 入園料（団体割引・年間パスポートあり）
  - 大人（高校生以上）：300円
  - 子ども（小・中学生）：150円
- 開園時間
  - 午前9時30分 - 午後5時（2月 - 10月）
  - 午前9時30分 - 午後4時30分（11月 - 1月）
- 休館日
  - 月曜日（祝日の時は翌日）、年末年始（12月29日 - 1月1日）

## アクセス
- 東武伊勢崎線（東武スカイツリーライン）竹ノ塚駅東口より徒歩約20分。または当駅より東武バス「花畑団地」行きまたは「綾瀬」行保木間仲通り下車徒歩5分
- 東京メトロ千代田線・綾瀬駅西口より東武バス「花畑団地」行き保木間二丁目下車徒歩3分
- 北千住駅西口より都営バス「竹ノ塚駅前」行きまたは「足立清掃工場」行き保木間仲通り下車徒歩5分
- 首都圏新都市鉄道つくばエクスプレス六町駅より東武バス花22系統(社会実験バス)「花畑桑袋団地」行き元淵江公園下車徒歩1分

## 利用時間など
- 元渕江公園は常時開園。入場無料。
- 足立区生物園は上記参照。